# Beleg van Coevorden (1672)

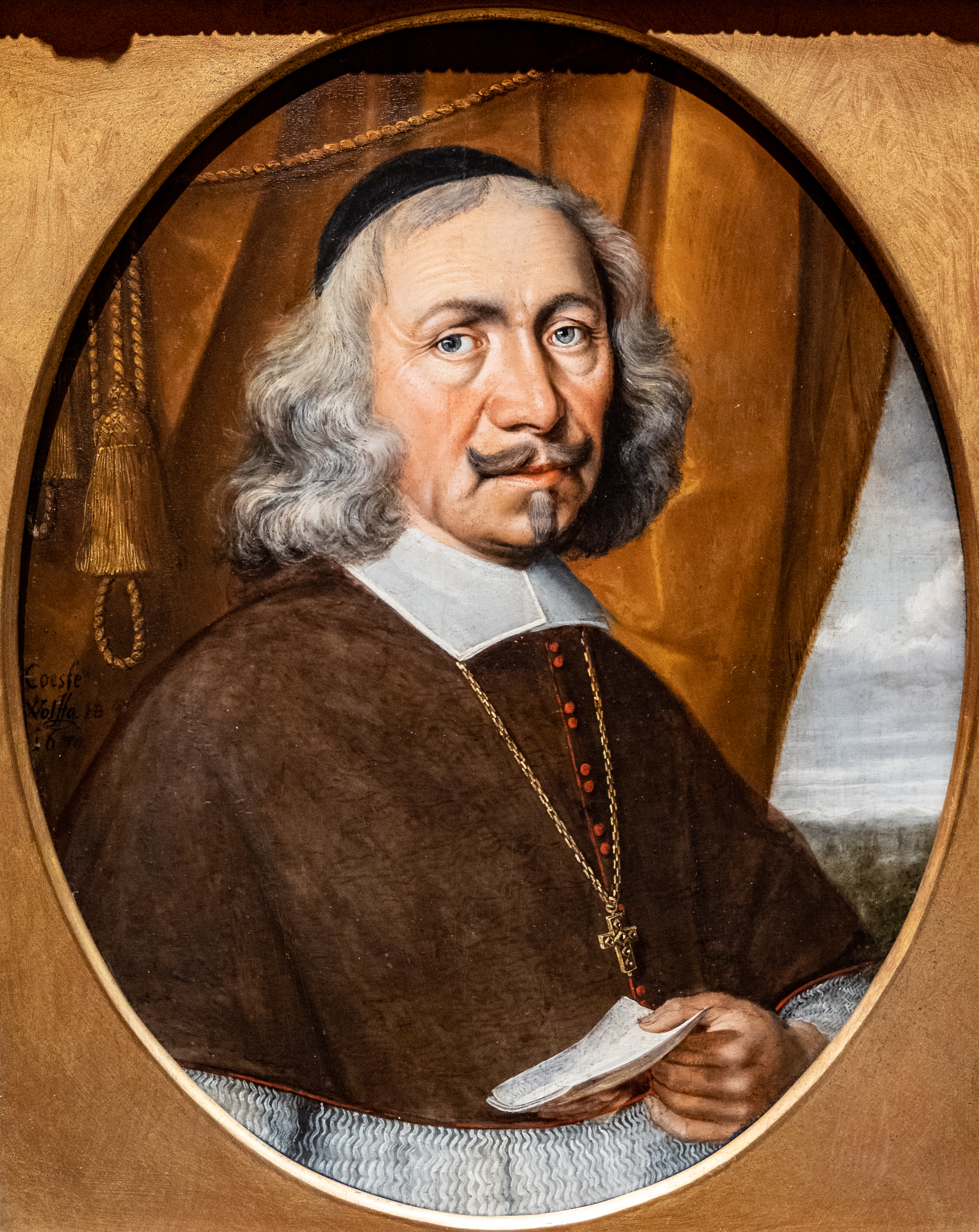
Bernhard von Galen, geschilderd door Wolfgang Heimbach (1670)

Het Beleg van Coevorden was een belegering van de stad Coevorden in 1672, tijdens de Hollandse Oorlog, door de troepen van de bisschop van Münster, Bernhard von Galen. De Groningse luitenant-generaal Carl von Rabenhaupt heroverde Coevorden datzelfde jaar met behulp van het aanvalsplan van de Coevorder koster en schoolmeester Mijndert van der Thijnen.

## Het beleg van juni/juli 1672
Het is 1672, het rampjaar van de Republiek der Nederlanden. De Nederlanden zijn in oorlog met Frankrijk en Engeland. Door het stadhouderloze tijdperk zijn veel vestingen in verval geraakt waardoor Frankrijk al snel naar Utrecht door weet te trekken. De bisschoppen van Bernhard von Galen van het Prinsbisdom Münster en Maximiliaan Hendrik van Beieren van het keurvorstendom Keulen zien dit als een goede kans om een graantje mee te pikken. Het leger van de bisschop van Münster trok de Nederlanden binnen en op 29 juni bereiken ze de sterke vesting Coevorden en op 1 juli begonnen ze met bombarderen.
Na vijf dagen strijd liet Von Galen tevergeefs de stad opeisen, het gevecht ging door. Ditmaal werd de strijd echter bemoeilijkt doordat het proviandhuis zwaar werd getroffen. Op 11 juli eiste de bisschop de stad voor een tweede keer op. Als reactie hierop vaardigde de commandant van Coevorden drie kapiteins af die het verzoek van drie dagen wapenstilstand moesten indienen. De bisschop weigerde dit en liet twee kapiteins gevangen zetten. De derde kapitein ging terug naar Coevorden waarna in de stad krijgsraad werd gehouden. Hier werd besloten dat de stad zich over zou geven mits het garnizoen op een eervolle wijze met vliegende vaandels, brandende lonten en alle bagage mocht vertrekken. De bisschop aanvaardde dit voorstel en diezelfde dag nog werd de capitulatie getekend, Coevorden was veroverd.

## Het beleg van december 1672
Nadat de stad was ingenomen, werd het door de Münsterse soldaten geplunderd en veroorzaakten zoveel overlast, dat veel burgers vertrokken. Onder hen was schoolmeester, koster en predikant Mijndert van der Thijnen, die in september met zijn gezin naar Groningen was gevlucht. Een maand later ging hij naar de bevelhebber van de stad, luitenant-generaal Carl von Rabenhaupt, met het voorstel om Coevorden te heroveren. Aanvankelijk was Von Rabenhaupt sceptisch over het plan, maar toen Van der Thijnen hem zei dat hij informatie bezat over de verdediging van de stad, toonde hij toch enige belangstelling en verzocht hij Van der Thijnen een kaart van Coevorden te maken. De verrassing in het plan van de schoolmeester bestond uit het gebruik van biezen brugconstructies, waarmee, zodra er ijs lag, de brede opengebijte vestinggracht van Coevorden overbrugd kon worden. Von Rabenhaupt accepteerde het plan en begon voorbereidingen te treffen.
Op 27 december vertrok een legermacht, die in totaal uit ongeveer 1000 man bestond, onder bevel van overste Van Eybergen naar Coevorden. Er werden ruiters vooruitgestuurd om de toegangswegen naar de vesting te bezetten en zo te voorkomen dat de opmars bekend werd. Enkele dragonders echter konden de bezetting van de stad waarschuwen, die dan ook de nodige voorbereidingen nam.
In de avond van 29 december sloeg het Staatse leger zijn kampement op in de buurt van de stad. De volgende morgen om acht uur, bij dichte mist, vond de aanval vanaf drie zijden plaats. De eerste groep onder Van Eybergen lag aan de zijde van het kasteel, de tweede onder majoor Wijler bij het bastion Holland en de derde onder majoor Johan Sickinge (1649-1673) ter hoogte van het zuidelijk van de Friese poort gelegen bastion Overijssel. Van der Thijnen, die bij de eerste groep was ingedeeld, ging voorop en zijn groep stak over de biezen brug de grachten over. Op de wallen werd er kort en fel gevochten, maar de Münsterse troepen vluchtten al gauw daarna. Een deel van de groep nam het kasteel in, een ander de hoofdwacht aan de markt. De derde groep slaagde erin de Friese poort open te breken, waarna de ruiterij de stad in galoppeerde. Toen Van der Thijnen een paar tamboers ontmoette, vroeg hij hun de Prinsenmars te spelen. Hierdoor raakte de vijand zo in paniek dat het Münsterse verzet in feite was gebroken: Coevorden was binnen een uur tijd heroverd.
Van het 700 à 800 man sterke garnizoen sneuvelden ongeveer 150 man, tegenover 50 aan Staatse zijde. Verder vluchtten zo’n 200 man en werden er 400 krijgsgevangen gemaakt.

## Nasleep
De overwinning maakte overal in het land grote indruk. Von Rabenhaupt werd benoemd tot drost van Drenthe en gouverneur van Coevorden; overste Van Eybergen werd benoemd tot commandeur van de stad. Van der Thijnen werd ook beloond: hij ontving een gouden herdenkingspenning en een verguld zilveren bokaal.
Het gevaar was nog echter niet helemaal geweken: bisschop Von Galen probeerde in het najaar van 1673 tevergeefs de stad te heroveren. Hij liet de Vecht afdammen om zo het water rondom de vesting op te stuwen en de stad tot overgave te dwingen. Op 1 oktober woedde er een zware storm, waardoor de dam doorbrak; naar schatting 1400 soldaten van het leger van de bisschop kwamen om. De rest van de Münsterse legermacht trok zich terug naar Gramsbergen en Laar.

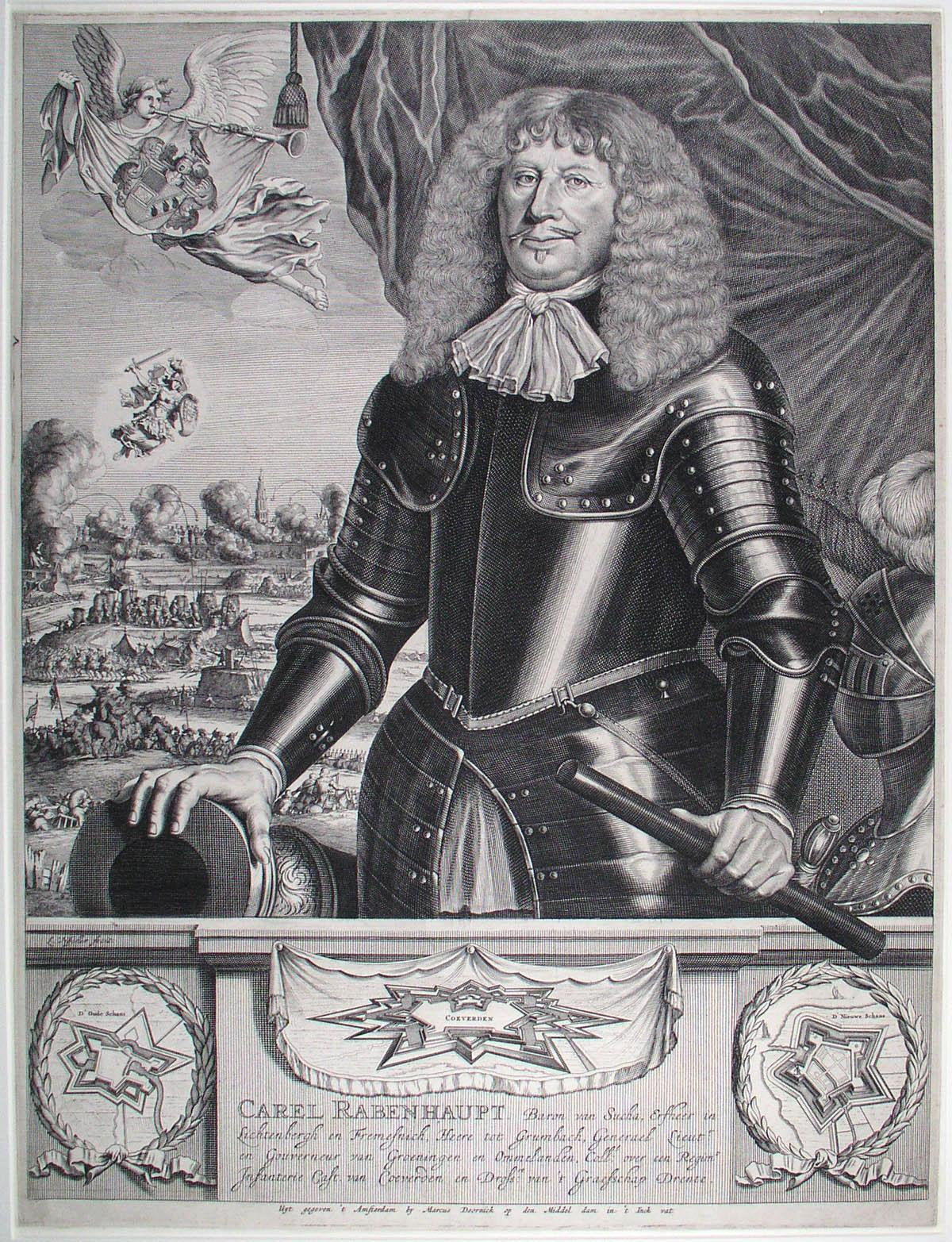
Carl von Rabenhaupt, geschilderd door Lambert Visscher
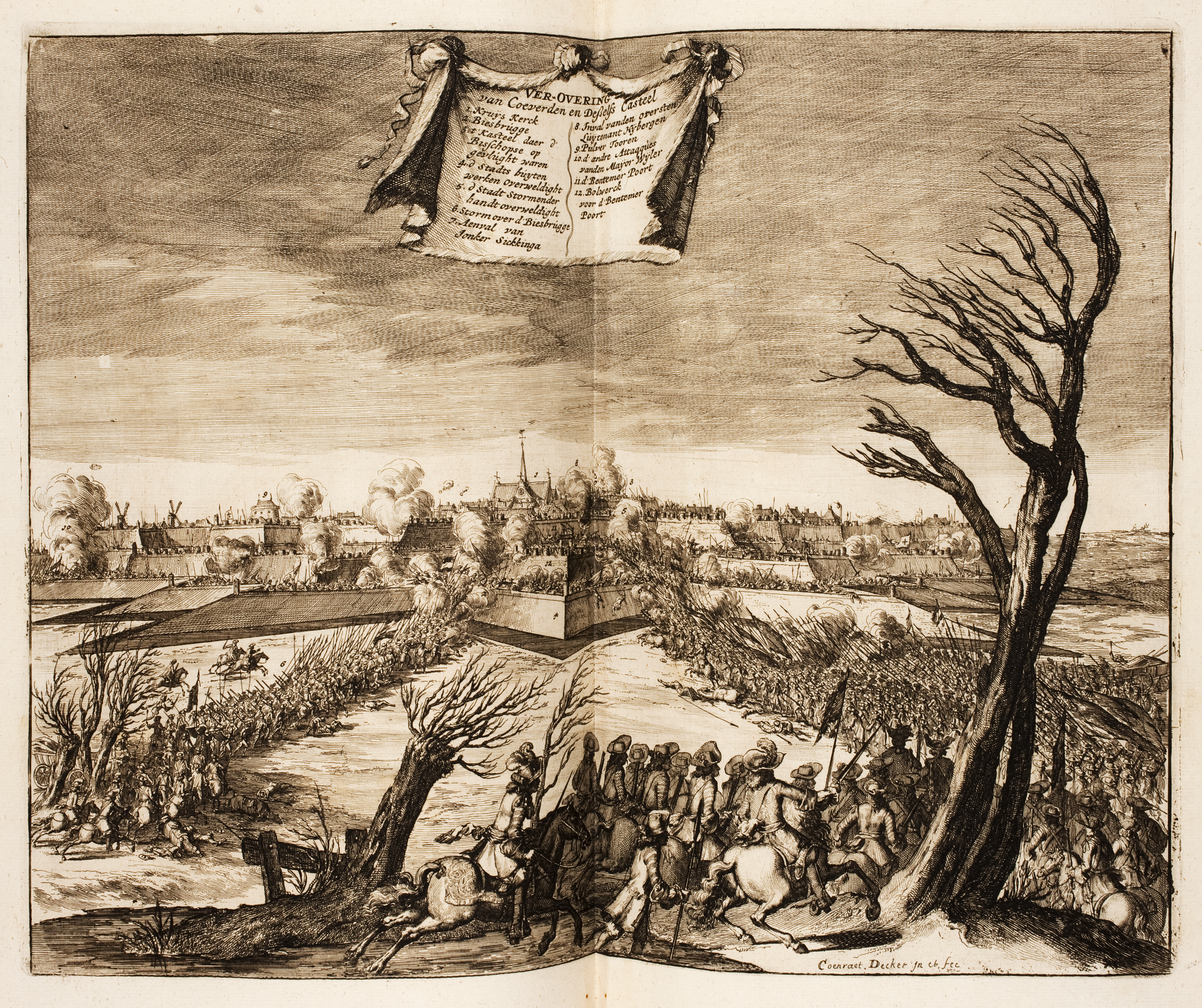
Bestorming van bezet Coevorden over biesbruggen, 1672. Staatse troepen heroveren Coevorden op Bisschop van Galen van Münster